# Lola B05/40
La Lola B05/40 est une barquette de course construite pour prendre la suite de la Lola B2K/40 et concourir en catégorie LMP2 en Le Mans Series, American Le Mans Series et aux 24 Heures du Mans.
Des versions B05/40, B06/40 et B07/40 ont été développées et sont utilisées jusqu'à la sortie du coupé Lola B08/80. Mais sa véritable héritière est la Lola B11/40 conçue avec la même philosophie.
RML a fait courir ce châssis sous le nom MG-Lola EX264 puis MG-Lola EX265 en référence à son sponsor Morris Garage.

## Palmarès
- Champion de American Le Mans Series dans la catégorie LMP2 en 2005 avec Intersport Racing
- Champion de Le Mans Series dans la catégorie LMP2 en 2005 avec Chamberlain Synergy Motorsport et en 2007 avec RML
- Vainqueur des 24 Heures du Mans dans la catégorie LMP2 en 2005 et 2006 avec RML et en 2007 avec Binnie Motorsports

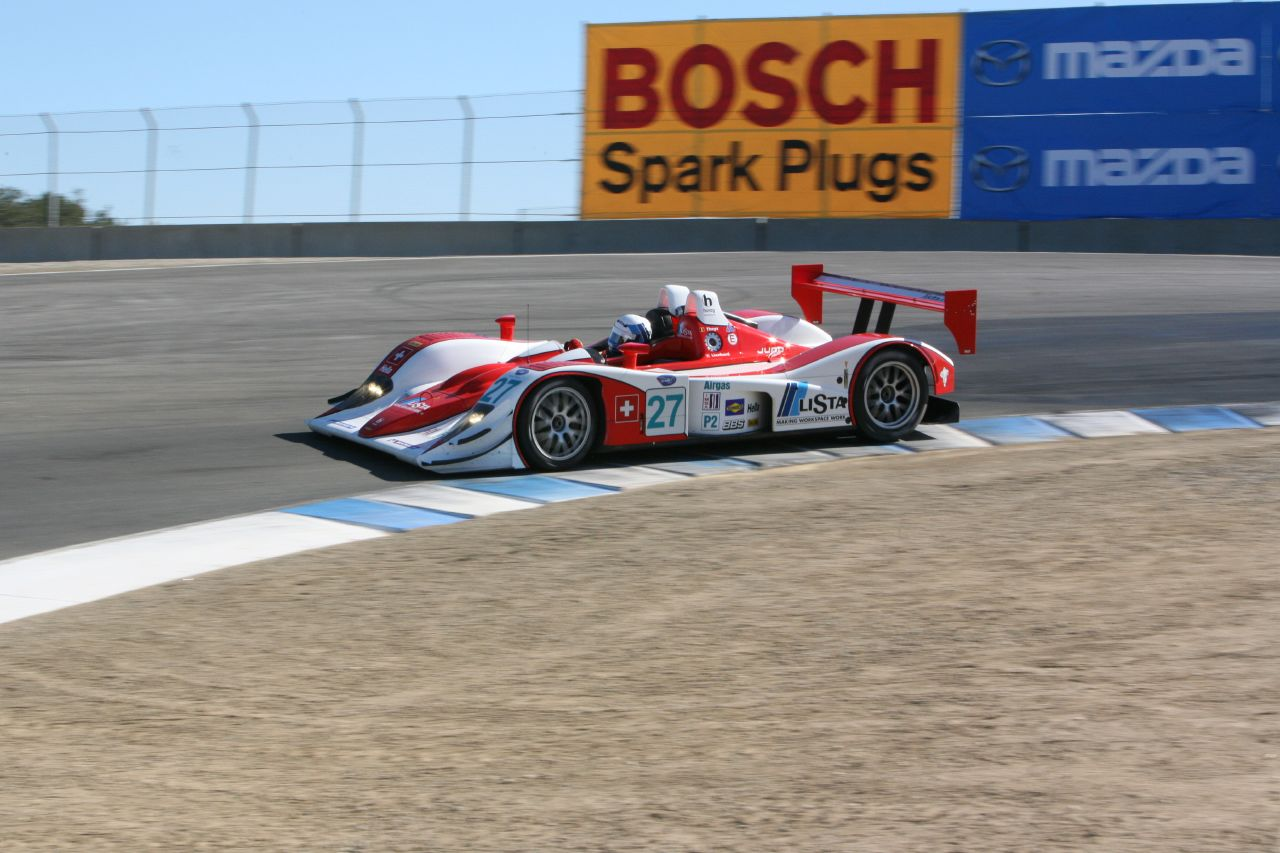
La B05/40 du Horag Racing en 2006
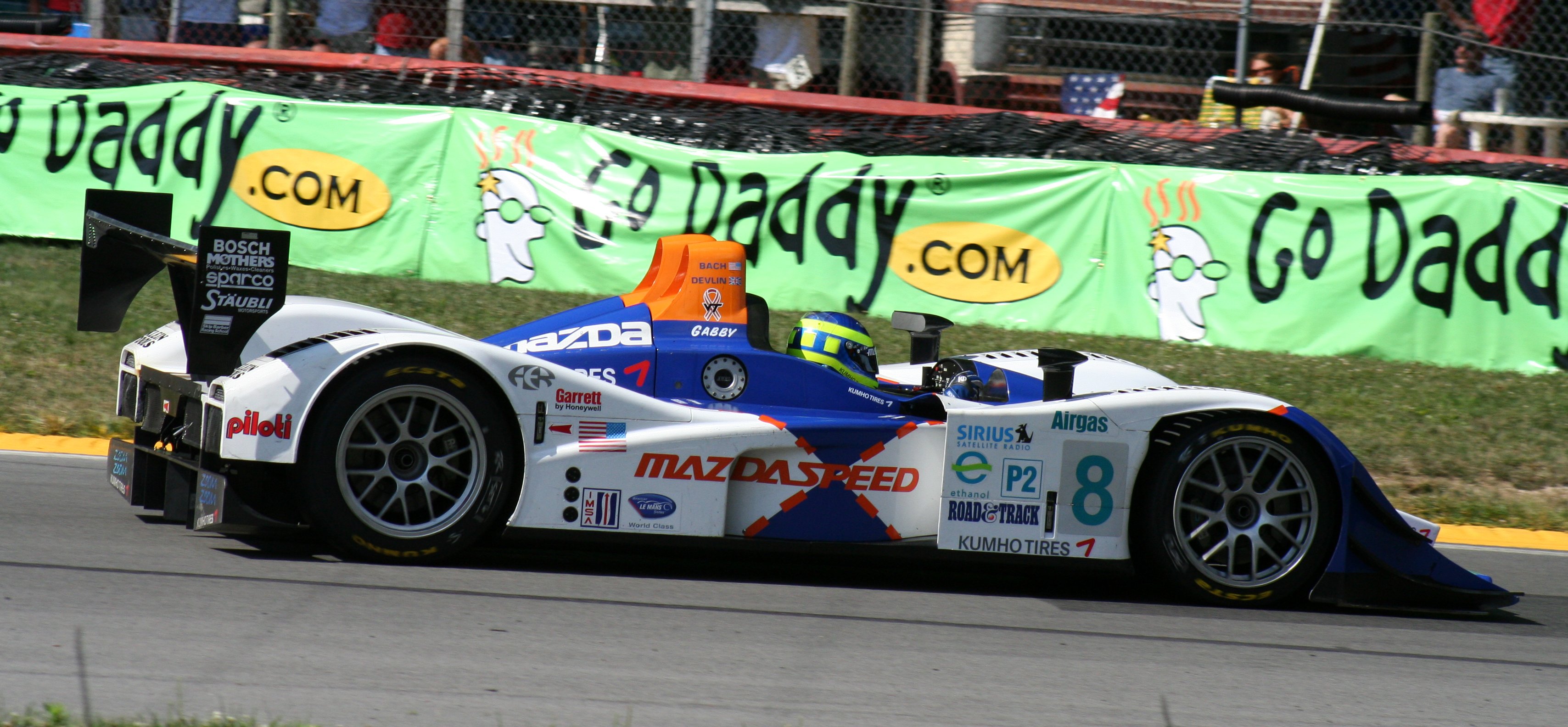
La B07/46 du B-K Motorsports en 2007
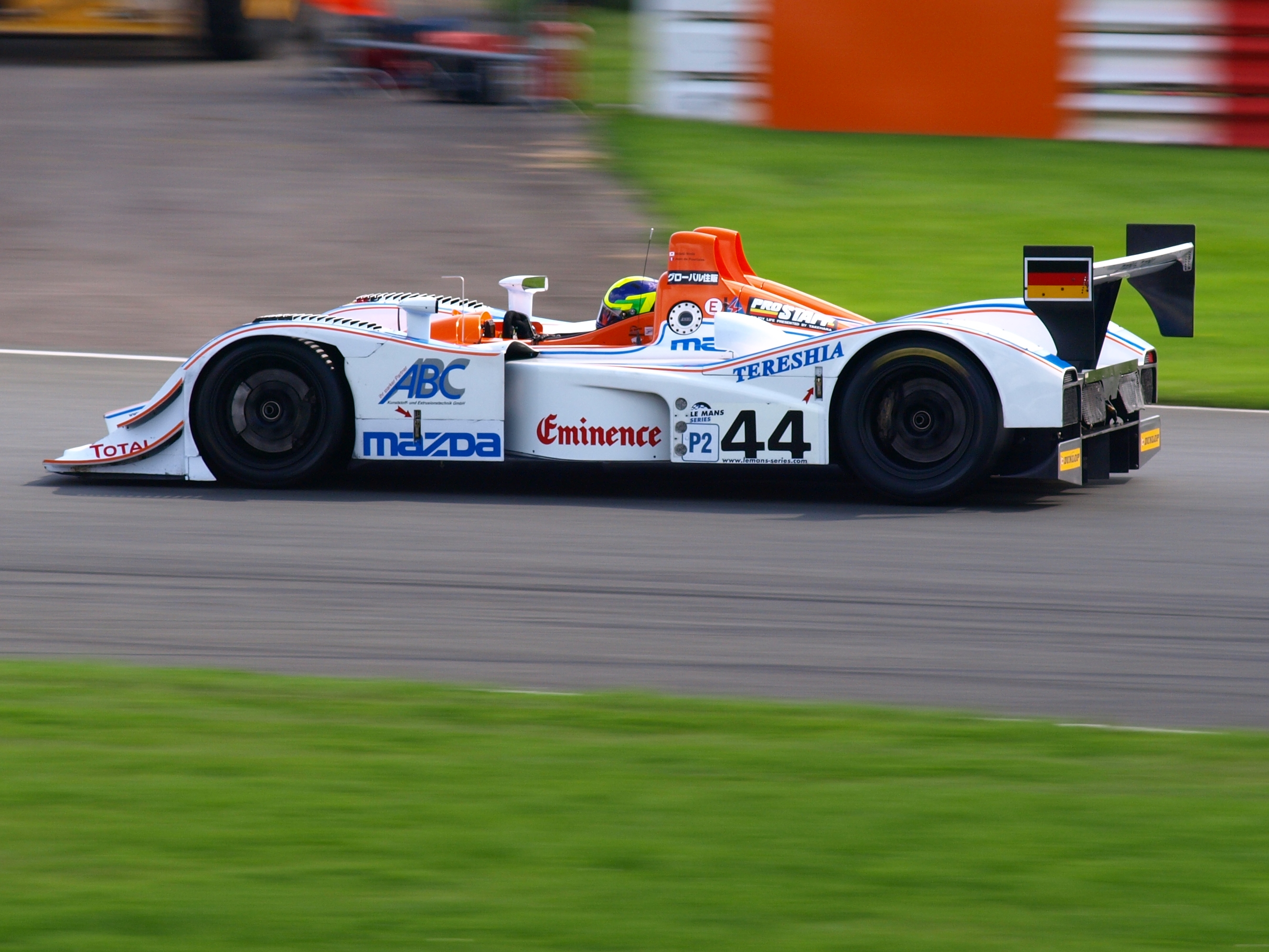
La B05/40 du Kruse Schiller Motorsports en 2008
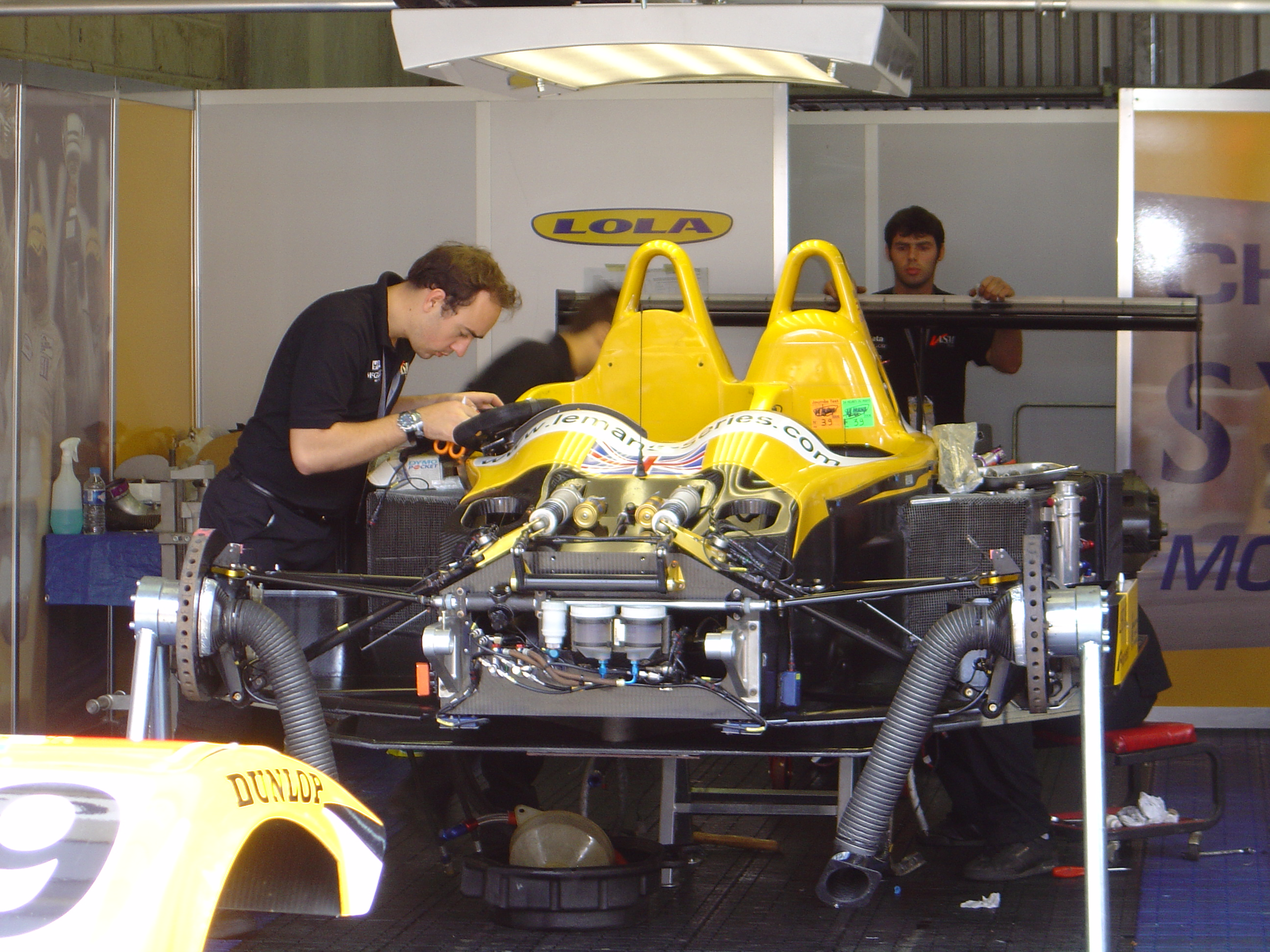
La B05/40 de Chamberlain-Synergy Motorsport en 2006